# 菅原一高
菅原 一高（すがわら いっこう、1946年10月2日 - ）は、日本の元俳優。本名、菅原 督三郎。菅原 一高（すがわら かずたか）名義での活動歴もある。
岩手県出身。岩手県立水沢高等学校卒業。劇団芸協に所属していた。

## 人物
高校卒業後に上京し、アマチュア劇団に1年間在籍する。その後、友人の紹介でテアトル・エコーの第8期生として入団。ユッソン作『俺たちは天使じゃない』で初舞台を踏む。1971年より、キノトール脚色による学校向け舞台『新ハムレット』で、主人公のハムレットを演じ、東京都周辺の学校を巡演する。
1972年、フジテレビ系のホームドラマ『下町かあさん』で、榊原るみの恋人で、父親が大学教授であり、父親と衝突して大学を中退する安西吾郎役でレギュラー出演。当時の紹介記事では「問題を提起するような明るい芝居をしてみたい。虚像だけで有名にはなりたくないです」と述べている。
同年10月より放送された特撮テレビドラマ『サンダーマスク』（日本テレビ）では、主人公の命光一を演じた。スーツアクターを担当した薩摩剣八郎（当時は「中山剣吾」）は菅原について、「好青年だったという印象しかない。初の主役ということで、芝居もアクションもはりきって精一杯やっていた。」と述懐している。
その後、映画『野獣狩り』（東宝）で共演した藤岡弘、が所属する三貴プロダクションを経て、劇団芸協に所属し、1980年代に芸能界の第一線を退いた。
趣味は、野球。特技は、フラメンコ、東北弁、乗馬。

## 出演

### テレビドラマ
- 光速エスパー 第22話「気球よあがれ」（1967年、NTV）[注釈 1]
- 下町かあさん（1972年、CX） - 安西吾郎
- サンダーマスク（1972年 - 1973年、NTV） - 主演・命光一 / サンダーマスク
- 事件ファイル110 甘ったれるな  第13話「女子高生・復讐の赤い殺意」（1976年、TBS）
- 逢えるかもしれない  第11話（1976年、CX）
- 白い秘密（1976年 - 1977年、TBS）
- 特捜最前線（ANB）  
  - 第52話「羽田発・犯罪専用便329!」（1978年）
  - 第168話「亡霊・顔のない女!」（1980年）
  - 第204話「19才の犯罪日記!」（1981年）
  - 第213話「密室殺人・小さな瞳の謎!」（1981年）
  - 第258話「ヨコハマストーリー!」（1982年）
  - 第266話「老刑事、女詐欺師を追う!」（1982年）
  - 第277話「橘警部逃亡!」（1982年） - 倉下ナオキ
  - 第291話「わらの女 哀愁の能登半島!」（1982年）
  - 第304話「炎の女 瓢湖からのたずね人!」（1983年）
- 大空港（1978年 - 1980年、CX） - 空港署刑事

### 映画
- 白鳥の歌なんか聞こえない（1972年、東宝） - 小林
- 野獣狩り（1973年、東宝） - 原口覚

### 舞台
- 白鳥の王子（1969年、劇団四季）
- 新ハムレット（1971年 - 1972年、テアトル・エコー） - ハムレット
- 11ぴきのネコ（1973年、テアトル・エコー）

### その他
- 仮面ライダーV3(ハサミジャガー、イカファイア) ※美研紙芝居ソノシート版